# Jimmy and Sally
Pour plus de détails, voir Fiche technique et Distribution.
Jimmy and Sally (littéralement : Jimmy et Sally) est un film américain réalisé par James Tinling, sorti en 1933.

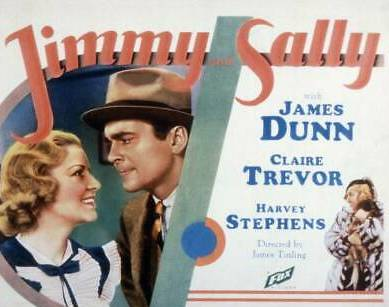
Affiche du film

Le film raconte l'histoire d'un publicitaire égocentrique qui s'appuie sur la créativité de sa secrétaire mais prend son affection pour lui comme allant de soi. Après une série de maladresses et plusieurs fois licencié, il reconnaît humblement qu'il est le responsable de l'effondrement de leur relation. Bien qu'elle ait accepté une demande en mariage d'un autre publicitaire en son absence, la fille l'aime toujours et le choisit finalement.

## Synopsis
Jimmy O'Connor (James Dunn) travaille comme publicitaire pour la Marlowe Meat Packing Company, une entreprise de conditionnement de viande. Il compte beaucoup sur la créativité de sa secrétaire, Sally Johnson (Claire Trevor), pour trouver de bons slogans et se mettre ainsi en valeur aux yeux de son patron, M. Marlowe (Jed Prouty). Sally vit de l'autre côté du couloir du même immeuble que Jimmy et elle l'aime bien, bien qu'il soit plutôt égocentrique. Lorsque Sally trouve le slogan « Mangez de la viande et dirigez le monde », Jimmy le présente à M. Marlowe comme le sien. Marlowe permet à Jimmy d'aller de l'avant et de mettre en place un coup publicitaire basé sur un numéro de cirque avec un éléphant dans la vitrine du grand magasin Marlowe. La cascade échoue lorsque l'éléphant devient fou après avoir été effrayé par une souris. Marlowe licencie Jimmy, mais le réengage le lendemain comme agent publicitaire pour sa maîtresse, Pola Wenski (Lya Lys), chanteuse de cabaret, puisque Jimmy a découvert leur relation. Lorsque Jimmy ramène Pola, dont il est légèrement amoureux, chez elle, il s'évanouit sur son canapé.
Sally est furieuse lorsqu'elle rencontre Jimmy le lendemain matin. Mais Jimmy tient à lui faire entendre l'histoire qu'il a inventée pour la chanteuse. Pola tombe amoureuse de Slug Morgan, un gangster, qui, avec ses copains, expulse Jimmy et Marlowe du club. Ce dernier licencie Jimmy pour la deuxième fois. Celui-ci décide alors d'ouvrir sa propre agence de publicité et Marlowe engage Sally pour remplacer Jimmy. Elle a beaucoup plus de succès que Jimmy n'en a jamais eu, et lorsque, rendant visite à Jimmy dans son bureau, elle le voit en difficulté, elle lui propose de l'aider, mais Jimmy est trop fier pour l'accepter. Sally réprimande Jimmy pour son ingratitude et son égocentrisme, et le rejette pour de bon.
Souhaitant s'éloigner de Sally, Jimmy déménage sur la côte ouest et commence à travailler pour une autre entreprise de conditionnement de viande. Pendant ce temps, un autre publicitaire travaillant également pour la Marlowe Meat Packing Company, Ralph Andrews (Harvey Stephens), demande à Sally de l'épouser et elle accepte, même si elle aime toujours Jimmy. L'un des collègues de Jimmy l'encourage alors à retourner sur la côte est et à essayer de reconquérir Sally. Jimmy retourne voir M. Marlowe pour lui demander un travail. Marlow lui dit de s'adresser au chef du service de publicité, qui n'est autre que Sally ! Humilié, Jimmy avoue à Sally à quel point il s'est mal comporté envers elle et promet de regagner son respect. Il voit qu'elle porte une bague de fiançailles, mais Sally lui fait comprendre qu'il ne doit pas abandonner si facilement. Finalement, Jimmy lui demande de l'épouser et elle accepte. Ils s'embrassent alors que Ralph, le fiancé de Sally, entre dans le bureau et les voit ...

## Fiche technique
- Titre : Jimmy and Sally
- Réalisation : James Tinling
- Assistant-réalisateur : Bert E. Sebell
- Scénario : Paul Schofield (en), Marguerite Roberts, William M. Conselman
- Dialogues : William M. Conselman
- Photographie : Joseph A. Valentine
- Montage : Ralph Dixon
- Musique : Arthur Lange
- Casting : James Ryan
- Producteur :
- Société de production :  Fox Film Corporation
- Société de distribution :  Fox Film Corporation
- Pays de production :  États-Unis
- Langue : Anglais américain
- Métrage : 1 905 m (7 bobines)
- Format : Noir et blanc— 35 mm — 1,37:1 — Son : Mono (Western Electric Noiseless Recording)
- Genre: Comédie dramatique, Romance[1]
- Durée: 65 minutes (1 h 5)
- Dates de sortie :
  - États-Unis : 24 novembre 1933
  - Royaume-Uni : 15 décembre 1933 (Londres) / 26 mars 1934 (sortie nationale)
  - Australie : 13 avril 1934

## Distribution
- James Dunn : Jimmy O'Connor
- Claire Trevor : Sally Johnson
- Harvey Stephens : Ralph Andrews
- Lya Lys : Pola Wenski
- Jed Prouty : E. W. Marlowe
- Gloria Roy : Shirley
- Alma Lloyd (en) : Mary
- John Arledge : Joe

## Critiques
Un des éléments clé qui a contribué au succès du film est le style des dialogues ironiques sur lesquels le co-scénariste William M. Conselman a travaillé.